# Список рождественских и новогодних спецвыпусков телесериала «Доктор Кто»

Обложка бокс-сета DVD «Doctor Who — The 10 Christmas Specials» (2015).

Ниже приведён список всех рождественских и новогодних спецвыпусков британского научно-фантастического телесериала «Доктор Кто». Со дня выхода первого эпизода в 1963 году, шоу обрело большую популярность. С возрождения сериала в 2005 году и до 2017 года каждое Рождество 25 декабря транслировался один специальный выпуск программы. С 2019 по 2022 год спецвыпуски выходили на Новый год 1 января. В 2020 году вместо новогоднего спецвыпуска вышла первая серия 12-го сезона «Спайфолл. Часть 1». C 2023 года снова начали выходить рождественские спецвыпуски.

## Эпизоды

### Классическая эра
С 1963 по 1989 годы, в период выхода классических серий «Доктора Кто», был выпущен только один рождественский спецвыпуск — «Торжество Стивена», седьмой эпизод серии «Генеральный план далеков», вышедший 25 декабря 1965 года. Эпизод, в настоящее время утраченный, отходит от основного сюжета серии и представляет собой комедию, снятую в стиле пантомимы. В финальной сцене Доктор и его спутники произносили тост за Рождество, после чего Повелитель Времени поворачивался к камере (как бы ломая четвёртую стену) и говорит телезрителям: «Кстати, счастливого Рождества, Вам и вашему дому».

### Возрождённая эра

#### Десятый Доктор
| Номер истории | Номер выпуска | Название                                            | Режиссёр      | Сценарист         | Зрители (млн) | Дата выхода в эфир            | Индекс оценки (из 100) |
| --- | ------------- | --------------------------------------------------- | ------------- | ----------------- | ------------- | ----------------------------- | ---------------------- |
| 167 | 1             | «Рождественское вторжение» «The Christmas Invasion» | Джеймс Хоуз   | Расселл Ти Дейвис | 9,84          | 25 декабря 2005               | 84                     |
| ТАРДИС совершает аварийную посадку в родном времени Розы Тайлер. Доктор только что регенерировал и постоянно теряет сознание, выдыхая энергию регенерации. Мать Розы, Джеки, и Микки Смит относят Повелителя Времени в дом на то время, пока он не восстановится. Однако на них то и дело нападают Санта-лоцманы, которым нужна энергия Доктора. Между тем, премьер-министр Харриет Джонс имеет дело с расой сикораксов, требующих отдать им в рабство половину населения Земли. |               |                                                     |               |                   |               |                               |                        |
| 178 | 2             | «Сбежавшая невеста» «The Runaway Bride»             | Эйрос Лин     | Расселл Ти Дейвис | 9,35          | 25 декабря 2006               | 84                     |
| Доктор прощается с Розой и готовится отправиться дальше. Но тут в ТАРДИС неизвестным образом появляется девушка Донна Ноубл. Она должна была выйти замуж, но у самого алтаря вдруг засветилась и переместилась в машину времени. Повелитель Времени выясняет, что всё тело Донны наполнено частицами, которые его народ уничтожил давным-давно. В поисках ответов он встретится с паукообразными монстрами, узнает как образовалась Земля и встанет на пути у жениха Донны. |               |                                                     |               |                   |               |                               |                        |
| 188 | 3             | «Путешествие проклятых» «Voyage of the Damned»      | Джеймс Стронг | Расселл Ти Дейвис | 13,31         | 25 декабря 2007               | 86                     |
| В ТАРДИС врезается межгалактический Титаник — точная копия печально известного земного корабля. Доктор заинтересовался судном и решает посетить его. Внутри он находит множество самых богатых людей галактики, несколько агрессивных роботов-терминалов, а также кого-то, кто желает столкнуть Титаник с Землёй, угрожая уничтожить на последней практически всё живое. |               |                                                     |               |                   |               |                               |                        |
| 199 | 4             | «Следующий Доктор» «The Next Doctor»                | Энди Годдард  | Расселл Ти Дейвис | 13,10         | 25 декабря 2008               | 86                     |
| Отправившись в викторианский Лондон, Доктор неожиданно находит там другого человека, зовущего себя Доктором: он знаёт всё о Докторе и путешествиях во времени, но не узнаёт лицо Десятого. Приняв его за своё будущее воплощение, Повелитель Времени помогает ему справиться с нашествием киберлюдей, которые также укрылись в этой эпохе после поражения в XXI веке (события эпизодов «Армия призраков»/«Судный день»). |               |                                                     |               |                   |               |                               |                        |
| 202 | 56            | «Конец времени» «The End of Time»                   | Эйрос Лин     | Расселл Ти Дейвис | 12,04 12,27   | 25 декабря 2009 1 января 2010 | 87 89                  |
| На планете Уд-сфера Доктор выясняет, что всем живым существам во Вселенной снится лицо Мастера. Подозревая, что его старый враг может вновь воскреснуть, Повелитель Времени отправляется на Землю, где культ последователей Мастера уже начал ритуал возрождения. Бывшая жена Мастера, Лили Саксон, пытается помешать им, но вместо этого делает врага Доктора ещё более безумным и могущественным, чем раньше. Мастера доставляют в особняк миллиардера Джоша Нейсмита, который желает при помощи артефакта под названием «Врата бесконечности» подарить дочери бессмертие. Однако Мастер обманывает его и превращает всех людей на планете в свои точные копии. Только Донна (наполовину Повелитель Времени) и её дедушка, Уилфред Мотт (помогает Доктору и находился под защитой), остались самими собой. Цель Мастера: при помощи множества себя определить местоположение источника барабанного боя в его голове — его родной планеты Галлифрей, застывшей в последнем дне Войны Времени. Вот только Доктор не сидит сложа руки… |               |                                                     |               |                   |               |                               |                        |

#### Одиннадцатый Доктор
| Номер истории | Номер выпуска | Название                                                                 | Режиссёр        | Сценарист     | Зрители (млн) | Дата выхода в эфир | Индекс оценки (из 100) |
| --- | ------------- | ------------------------------------------------------------------------ | --------------- | ------------- | ------------- | ------------------ | ---------------------- |
| 213 | 7             | «Рождественская песнь» «A Christmas Carol»                               | Тоби Хэйнс      | Стивен Моффат | 12,11         | 25 декабря 2010    | 83                     |
| Космический лайнер с людьми на борту терпит крушение над неизвестной планетой. Доктор должен во что бы то ни стало спасти его, ведь среди пассажиров находятся его спутники, Эми и Рори. Единственный шанс на спасение — особый луч, которым может управлять лишь тот, кому он принадлежит. А хозяином является чёрствый, бессердечный и скупой старик Казран, которого не волнует судьба пассажиров лайнера. Однако Доктора такой расклад не устраивает, он готов показать скряге прошлое, настоящее и будущее, чтобы спасти всех на борту. |               |                                                                          |                 |               |               |                    |                        |
| 225 | 8             | «Доктор, вдова и платяной шкаф» «The Doctor, the Widow and the Wardrobe» | Фаррен Блэкбёрн | Стивен Моффат | 10,77         | 25 декабря 2011    | 84                     |
| Эвакуированные в графство Дорсет, Мэдж Аруэлл и её двое детей, Лили и Сирил, встречают Доктора, подарок которого заводит их в зимний лес. |               |                                                                          |                 |               |               |                    |                        |
| 231 | 9             | «Снеговики» «The Snowmen»                                                | Сол Мецстин     | Стивен Моффат | 9,87          | 25 декабря 2012    | 87                     |
| Канун Рождества 1892 года, снег падает как из сказки. Когда сказка становится кошмаром и леденящая кровь опасность угрожает Земле, за помощью к Доктору обращается неординарная молодая гувернантка Клара. Но Доктор затворился в трауре и решил не вмешиваться в проблемы вселенной. Действительно ли Доктор отвернётся от человечества после возвращения старых друзей, или же он будет сражаться, чтобы спасти мир — и Рождество — от ледяных лап этой таинственной угрозы?                                                               |               |                                                                          |                 |               |               |                    |                        |
| 241 | 10            | «Время Доктора» «The Time of the Doctor»                                 | Джейми Пэйн     | Стивен Моффат | 11,14         | 25 декабря 2013    | 83                     |
| На орбите тихой захолустной планеты собираются многочисленные силы опаснейших видов вселенной, которых привело таинственное сообщение, отражающееся от звёзд. И среди них — Доктор. Освобождая Клару от рождественского ужина, Повелитель времени должен узнать со своей лучшей подругой, что значит этот загадочный сигнал в его собственной судьбе и для вселенной. |               |                                                                          |                 |               |               |                    |                        |

#### Двенадцатый Доктор
| Номер истории | Номер выпуска | Название                                                       | Режиссёр         | Сценарист     | Зрители (млн) | Дата выхода в эфир | Индекс оценки (из 100) |
| --- | ------------- | -------------------------------------------------------------- | ---------------- | ------------- | ------------- | ------------------ | ---------------------- |
| 253 | 11            | «Последнее Рождество» «Last Christmas»                         | Пол Уилмсхёрст   | Стивен Моффат | 8,28          | 25 декабря 2014    | 82                     |
| Доктор и Клара встречают своё последнее Рождество. Кого звать, если вы застряли на арктической базе и на вас нападают ужасные существа? Санта-Клауса! |               |                                                                |                  |               |               |                    |                        |
| 263 | 12            | «Мужья Ривер Сонг» «The Husbands of River Song»                | Дуглас Маккиннон | Стивен Моффат | 7,69          | 25 декабря 2015    | 82                     |
| В далёкой человеческой колонии наступает Рождество, и Доктор прячется от колядок и оленьих рожек. Но когда экипаж потерпевшего крушение корабля обращается к нему за помощью, Доктор вместе с отрядом Ривер Сонг бросается в стремительную и безумную погоню по галактике. Король Гидрофлакс в ярости, его огромный робот-телохранитель вышел из-под контроля и собирается всех прикончить! Удастся ли Нардолу выжить? И когда Ривер наконец узнает Доктора? Всё выяснится на звёздном лайнере, полном галактических суперзлодеев, в пункте назначения, которого Доктор очень долго избегал. |               |                                                                |                  |               |               |                    |                        |
| 264 | 13            | «Возвращение Доктора Мистерио» «The Return of Doctor Mysterio» | Эд Базалджетт    | Стивен Моффат | 7,83          | 25 декабря 2016    | 82                     |
| Этим Рождеством Доктора ждёт эпическое приключение в Нью-Йорке в компании супергероя в маске. Способные обмениваться разумом пришельцы собираются вот-вот напасть, так что Доктор и Нардол объединяют свои силы с пытливым репортёром и таинственным человеком по прозвищу Призрак. Сможет ли Доктор спасти Манхэттен? И что откроется, когда маски будут сняты? |               |                                                                |                  |               |               |                    |                        |
| 276 | 14            | «Дважды во времени» «Twice Upon a Time»                        | Рэйчел Талалэй   | Стивен Моффат | 7,92          | 25 декабря 2017    | 81                     |
| Двое Докторов оказались в снежной арктической местности и отказываются регенерировать. Заколдованные стеклянные люди похищают своих жертв, застывших во времени. А один капитан, участвующий в Первой мировой войне, которому суждено погибнуть на поле боя, оставляет окопы, чтобы сыграть свою роль в истории Доктора. |               |                                                                |                  |               |               |                    |                        |

#### Тринадцатый Доктор
| Номер истории | Номер выпуска | Название                                       | Режиссёр        | Сценарист    | Зрители (млн) | Дата выхода в эфир | Индекс оценки (из 100) |
| --- | ------------- | ---------------------------------------------- | --------------- | ------------ | ------------- | ------------------ | ---------------------- |
| 287 | 15            | «Решение» «Resolution»                         | Уэйн Ип         | Крис Чибнелл | 7,13          | 1 января 2019      | 80                     |
| В Новый год в Шеффилде археологи Лин и Митч нечаянно возрождают древнее существо, которое находилось в спячке с IX века. Доктор, Грэм О’Брайен, Ясмин Хан и Райан Синклер прибывают на место. Доктор берёт образец слизи существа, тем временем как оно цепляется за спину Лин и начинает её контролировать. В дом Грэма и Райана приходит отец Райана, Аарон. Райан соглашается с ним поговорить, а Доктор узнаёт, что то существо является далеком. |               |                                                |                 |              |               |                    |                        |
| 296 | 16            | «Революция далеков» «Revolution of the Daleks» | Ли Хейвен Джонс | Крис Чибнелл | 6,35          | 1 января 2021      | 79                     |
| Далек-разведчик из серии «Решение» перехвачен Джеком Робертсоном, который проспонсировал создание оборонительного дрона. Грэм и Райан заходят в замаскированную ТАРДИС, где Яс пытается найти Доктора. Грэм показывает ей видеозапись с дроном. Джо Паттерсон, которая должна стать премьер-министром, просит Робертсона нарастить производство дронов. В тюрьме Доктор наталкивается на Джека Харкнесса, который помогает ей сбежать и воссоединиться со спутниками. Учёный Лео обнаруживает клетки в остатках далека и выращивает существо, которое сбегает, берёт под контроль Лео и отправляется в Осаку (Япония), где клонирует далеков. |               |                                                |                 |              |               |                    |                        |
| 298 | 17            | «Канун далеков» «Eve of the Daleks»            | Аннетта Лауфер  | Крис Чибнелл | 4,4           | 1 января 2022      | 77                     |
| Каждый канун Нового года Ник ездит в склад хранения, чтобы оставить доску для игры «Монополия», что раздражает Сару, владелицу склада. Доктор, Яс и Дэн пытаются перезапустить ТАРДИС, чтобы устранить последствия Потока. ТАРДИС приземляется на складе и порождает временную петлю. В отделении для хранения Ника уничтожает далек. После этого тот уничтожает также Сару и команду ТАРДИС. Петля перезапускается. Вместе все эти люди должны перехитрить в этой временной петле далеков, которые хотят уничтожить Доктора. |               |                                                |                 |              |               |                    |                        |

#### Пятнадцатый Доктор
| Номер истории | Номер выпуска | Название                                         | Режиссёр             | Сценарист         | Зрители (млн) | Дата выхода в эфир | Индекс оценки (из 100) |
| --- | ------------- | ------------------------------------------------ | -------------------- | ----------------- | ------------- | ------------------ | ---------------------- |
| 304 | 18            | «Церковь на Руби-роуд» «The Church on Ruby Road» | Марк Тондерай        | Расселл Ти Дейвис | 7,49          | 25 декабря 2023    | 82                     |
| Девятнадцать лет назад на пороге церкви мать оставила младенца. В наше время этот подкидыш, Руби Сандей, безуспешно пытается найти родителей, в том числе по ДНК с помощью Давины Макколл. Руби испытывает ряд неудачных событий и встречает Пятнадцатого Доктора. Карла Сандей, приёмная мать Руби, временно ухаживает за очередным младенцем, но того похищают гоблины. В попытках спасти ребёнка Руби идёт за ними и снова наталкивается на Доктора. Находясь в плену у гоблинов на их летающем корабле, Доктор объясняет, что неудачи преследовали Руби из-за гоблинов и что совпадения, такие как дни рождения младенца и Руби в один день на канун Рождества, дают силу гоблинам. Доктор и Руби спасают ребёнка от поедания Королём гоблинов и возвращаются к Карле. Дальнейшие совпадения между историями Доктора и Руби приводят к тому, что гоблины похищают Руби ещё младенцем. Доктор перемещается назад во времени на ТАРДИС, спасает маленькую Руби, уничтожая гоблинов и их корабль. Доктор возвращается в наше время, и Руби отправляется за ним в ТАРДИС. |               |                                                  |                      |                   |               |                    |                        |
| 312 | 19            | «Радуйся, мир» «Joy to the World»                | Алекс Санджив Пиллай | Стивен Моффат     | 5,91          | 25 декабря 2024    | TBA                    |
| Доктор посещает Отель времени, гости которого могут заходить в разные точки времени. Доктор изучает таинственный портфель и заручается поддержкой Трева, работника отеля. Управляющий отеля, силурианец, попадает вместе с портфелем в гостиничный номер Джой Алмондо, Доктор следует за ним. Портфель берёт Джой под контроль. Доктор находит внутри устройство, которое собирается уничтожить Джой, но из Отеля времени заходит Доктор из будущего с кодом деактивации. Доктор из будущего забирает Джой обратно в отель, оставив нынешнего Доктора на Земле. Он устраивается работать в гостинице и дружится с её управляющей Анитой, ожидая возможности вернуться в отель через год. Вернувшись и забрав Джой, Доктор открывает дверь в далёкое прошлое, где освобождает Джой от портфеля, вызвав у неё гнев. Портфель оказывается из Вилленгарда и предназначен для создания звезды, большого источника энергии. Трев, подключившийся перед смертью к системе Вилленгарда, сообщает Доктору местоположение портфеля. Джой поглощает звёздное семя и отправляется вместе с ним в космос, превращается в Вифлеемскую звезду и дарит надежду и утешение всем наблюдающим её. |               |                                                  |                      |                   |               |                    |                        |

## DVD-издание
19 октября 2015 года все вышедшие на тот момент рождественские спецвыпуски возрождённого сериала «Доктор Кто», в том числе и «Снеговики», были объединены и выпущены в виде специального DVD-издания Doctor Who — The 10 Christmas Specials.